# Skeneopsis
Skeneopsis is een geslacht van weekdieren uit de klasse van de Gastropoda (slakken).

## Soorten
- Skeneopsis planorbis (O. Fabricius, 1780) (Zeeposthoren)
- Skeneopsis sultanarum Gofas, 1983